# 里弗維尤 (北卡羅萊納州)
里弗維尤（英語：Riverview）是位於美國北卡羅萊納州哥倫布縣的非建制地區。

## 地理
里弗維尤所處的海拔為高於海平面12米（即39英呎），而該地所採用的時區為UTC-5，即北美东部时区（EST）。同時該地設有夏令時間，為UTC-5調快一小時，即UTC-4（EDT）。